# Lancrans
Lancrans är en kommun i departementet Ain i regionen Auvergne-Rhône-Alpes i östra Frankrike. Kommunen ligger  i kantonen Collonges som ligger i arrondissementet Gex. Kommunens areal är 9,66 km². År 2018 hade Lancrans 1 058 invånare.

## Befolkningsutveckling
Antalet invånare i kommunen Lancrans
Referens: INSEE